# سونيون كوروس

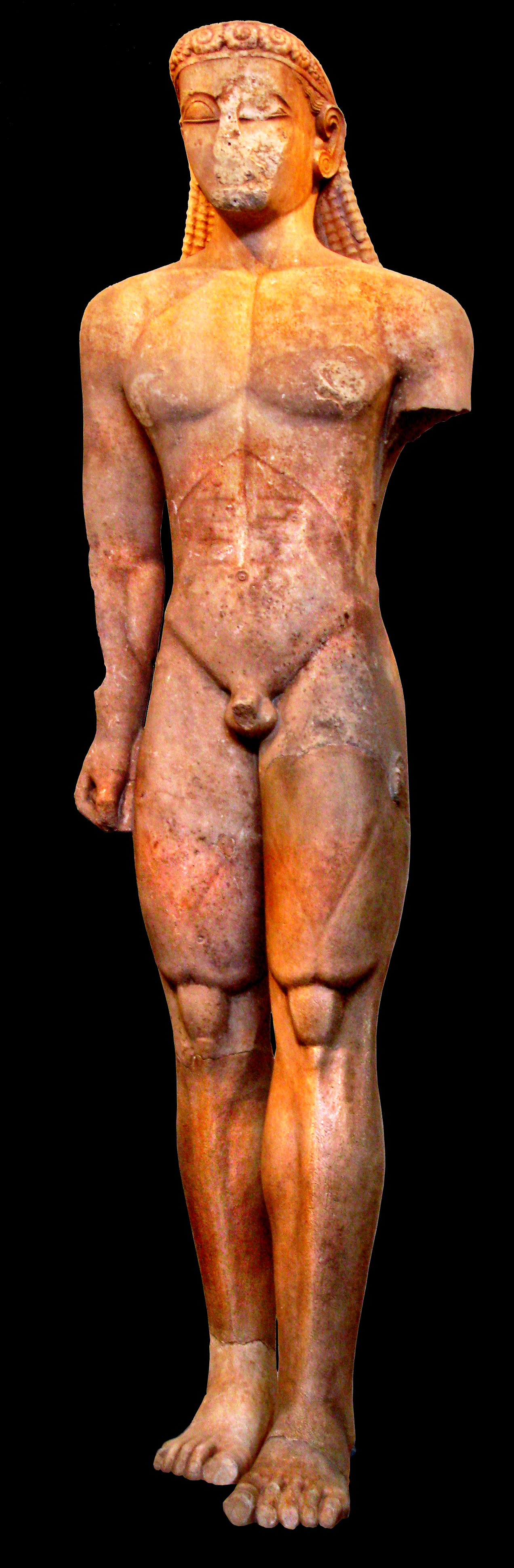
سونيون كوروس (حوالي 600 قبل الميلاد) في المتحف الأثري الوطني في أثينا

سونيون كوروس هو تمثال يوناني قديم لشاب عارٍ أو كوروس منحوتة بالرخام من جزيرة ناكسوس حوالي 600 قبل الميلاد. إنه أحد أقدم الأمثلة التي استخدمها العلماء من نوع كوروس الذي كان بمثابة قرابين نذرية للآلهة أو أنصاف الآلهة، وكان مخصصًا للأبطال. تم العثور على هذا الكوروس بالقرب من معبد بوسيدون في كيب سونيون، وقد تضرر بشدة وتعرض لأضرار شديدة. تم ترميمه إلى ارتفاعه الأصلي البالغ 3.05 متر (10.0 قدم) لإعادته إلى حجمه الأكبر من الحجم الطبيعي. يحتفظ به الآن المتحف الأثري الوطني في أثينا.
تأثر الإغريق القدماء بجيرانهم المصريين عند إنشاء كوروس. يتجلى التأثير المصري بشكل خاص في شكل الشخصية. كان النحاتون القدامى يعتزمون إضفاء المثالية على الشكل البشري الذي يتضح من خلال نمذجة سونيون كوروس. حاول نحاتو كوروس نقل حركة طفيفة ومزيد من الطبيعية على مدار القرن السادس قبل الميلاد.

## تأثيرات
تأثر الإغريق القدماء بشدة بتماثيل كا المصرية التي كانت عبارة عن أشكال تهدف إلى توفير مكان استراحة لروح أو كا للمتوفى. تشترك كوروس في أوجه التشابه مع تماثيل كا المصرية، بما في ذلك الوقفة الأمامية والذراعين من الجانبين والساق اليسرى المتقدمة. على سبيل المثال، فإن بيثيان أبولو في ميغارا وهيراكليس في إريثراي وأول أبولو ليكوس تبدو مصرية إلى حد كبير. على الرغم من أن التأثير المصري واضح، إلا أن نوع كوروس يظهر اختلافات عن الأعمال المصرية. الشباب الذكور من سونيون كوروس، على سبيل المثال، عاري لأنه لا يرتدي تنورة، وهو قائم بذاته بدون هيكل داعم.

## دور
يعتبر سونيون كوروس مثالًا مبكرًا على كوروس اليوناني الذي تم استخدامه كقرابين نذرية للمعبودات وديمي المعبودات، ومكرسة للأبطال في عبادة الأبطال. كان القصد من كوروس في بعض الأحيان تمثيل بشر أو بطل وفي بعض الأحيان كان يقصد منه تمثيل معبود أو نصف معبود. تم تكريسها كعروض نذرية في المقدسات واستخدمت كعلامات تذكارية في سياق جنائزي. من المحتمل أن يكون سونيون كوروس بمثابة قربان نذري لبوسيدون حيث تم العثور عليه بالقرب من معبد بوسيدون في كيب سونيون.

## استمارة

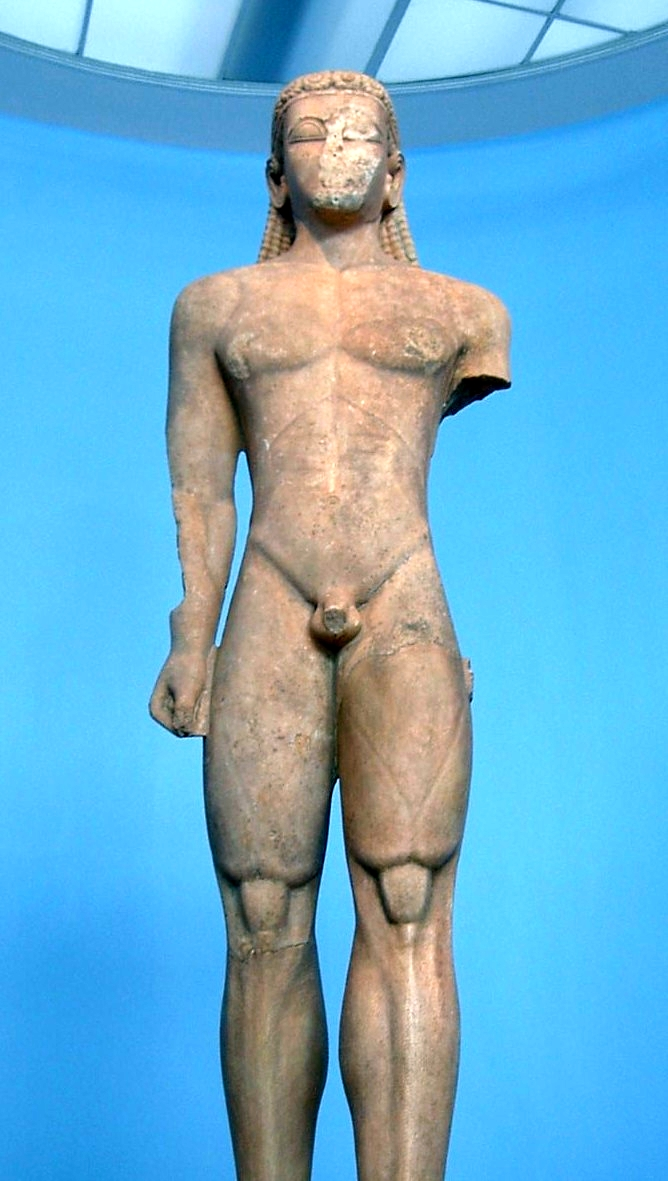
نظرة فاحصة على نمذجة سونيون كوروس

يقف الشكل في الوضع التقليدي لهذا «النمط المنتظم للغاية للنحت اليوناني المبكر.» الجسم المتيبس يواجه أماميًا، مع قبضتي قبضتين من فخذيه، وأكتافه العريضة متباينة بين الخصر الضيق والوركين. الكتفين والوركين مستقرة. على الرغم من أن القدم اليسرى متقدمة، إلا أن وزن الشكل موزع بالتساوي على كلا القدمين. يتم محاذاة الجسم والرأس لخلق التوازن والتناسق. مثبت على رقبة أسطوانية، والرأس كبير ومربع. الوجه مسطح والشفاه تنحني إلى ابتسامة قديمة. بعض التفاصيل مجردة: الشكل له شحمة أذن كبيرة الحجم وعينان لوزيتان كبيرتان ونسب مطولة. عند النظر إلى جوانب الوجه، يمكن للمرء أن يرى أن «المسافة من الخدين إلى المعابد كبيرة بشكل غير متناسب.»
يبقى بعض اللون الأحمر في خيوط الشعر المظفر. يخلق نمط الشعر صفًا من الضفائر الشبيهة بالصدفة والتي تبدأ من الجبهة وتتدلى أسفل ظهر التمثال. يتم ربط الشعر بشريط مزدوج في عقدة هيراكليس.
تم تصميم الشكل على نطاق واسع لإنشاء خطوط كفاف قاسية خاصة على الركبتين والبطن. يتم تشكيل العضلات عن طريق الأخاديد، بهدف زخرفي يتم حمله إلى درجة الإفراط في التصميم. تم تشكيل الرباط الإربي الذي يخلق شكل مثلث في أسفل البطن بقوة. تشير الأخاديد الموجودة في البطن إلى عضلات بطن أكثر مما هو صحيح من الناحية التشريحية.

### المثالية
في اليونان القديمة، كانت الشخصيات المثالية تعتبر جميلة في نفس الوقت وتمثل أخلاقًا قوية وطبيعة فاضلة. كانت المنحوتات المثالية ترضي كل من عيون البشر والمعبودات، لذلك تم استخدامها كقرابين. نظرًا لأنه تم العثور عليه بالقرب من معبد بوسيدون، فمن المحتمل أن يكون سونيون كوروس يعتبر بمثابة تقدمة نذرية جميلة من أجل متعة المعبود. تم إضفاء الطابع المثالي على سونيون كوروس حيث كان قصد الفنان «نقل نموذج مثالي للشكل البشري - شكل يتبنى عددًا من الأنماط الرسمية وغير الرسمية أكثر من مظهره الواقعي أو المادي أو الطبيعي.» منحوتة في بداية القرن السادس قبل الميلاد، يمثل سونيون كوروس تحول النحاتين القدماء في تقديم شخصيات طبيعية: «هذا الاهتمام بالنمط والتماثل هو سمة من سمات النحت القديم، على الرغم من أنه يفسح المجال لمحاولة واضحة لتقليد الشكل الطبيعي من جسم الإنسان خلال القرن السادس قبل الميلاد.»
ارتدى الرجال اليونانيون العري كزي عندما كانوا يطمحون إلى الارتباط بالمثالية أو النخبة أو الأرستقراطية أو البطولية. كان نوع كوروس قرابين للمعبودات ومكرسة للأبطال لذا ارتدى كوروس زي العري ليرمز إلى العاطفة البطولية، وهو مفهوم يشار إليه بالعري البطولي. كان سونيون كوروس عرضًا لـ بوسيدون لذا فمن المحتمل أنه يعرض العري البطولي أيضًا.

### حركة

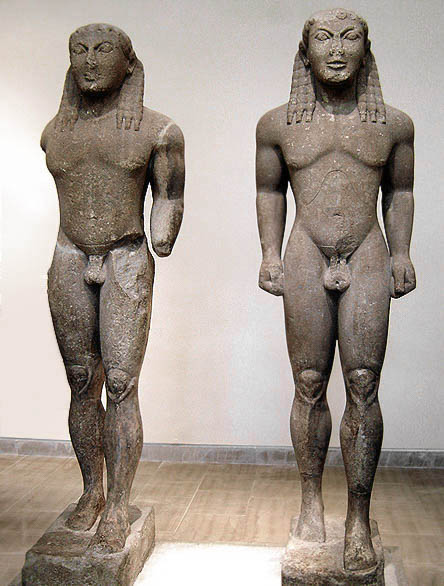
زوج التمثال لـ كليوبيس وبيتون، حوالي 570 قبل الميلاد

يمكن استقراء آثار رغبة النحات في خلق الحركة على الرغم من أن الشكل يبدو مستقرًا تمامًا. أولاً، لم يكن النحاتون القدماء يمتلكون أو يقدرون إحساسًا حادًا بالتناسب، لذا فقد ساووا بين الحجم الكبير والحركة العظيمة. حجم الساقين بالنسبة لحجم الخصر يمكن أن ينقل الحركة في سونيون كوروس. يمكن مقارنة الشكل بنقوش أسوس التي تظهر «تباينًا بين حجم الخصر والساق كمحاولة للتعبير عن العضلات الموسعة.» ثانيًا، إذا كانت الحركة بسيطة، فسيختار النحات القديم تمثيله هذه العوامل «وفقًا لغريزته وخبرته وحكمه، يعتبرها على نطاق واسع من سمات تلك الحركة وأسهل فهمها».
الساق المتقدمة الواحدة هي الحركة الأساسية التي أرست الأساس للفنانين اليونانيين بعد العصر القديم لنقل الحركة. على الرغم من أن كوروس يبدو أنه يتمتع بموقف صارم "الشكل يشبه زنبرك الجرح جاهزًا للعمل... لا يقف ولا يمشي، يقترح كوروس الاستعداد المثالي لبطل هوميروس" رشيق القدم "أو" سريع في الركبتين " "." وفقًا للأساطير، جر الأخوان والدتهما في عربة لمسافة 5 أو 6 أميال قبل وفاتهما من الإرهاق.

## البناء والتاريخ
تم نحت كل جانب من جوانب كوروس بشكل منفصل عن الآخر ولم يتم إعطاء سوى القليل من الاهتمام لربطهما بسلاسة لإنشاء شكل ثلاثي الأبعاد مقنع.
تم العثور على التمثال مدفونًا بالقرب من معبد بوسيدون في كيب سونيون عام 1906. تم اكتشافه في حفرة مع قاعدتها جنبًا إلى جنب مع أجزاء من تماثيل أخرى كانت جميعها مخصصة لبوسيدون وربما كانت واقفة أمام حرم المعبود. تم تركهم على الأرجح في الموقع بعد تدمير الحرم وتقديم القرابين النذرية من قبل الفرس عندما تم تدمير المعبد عام 480 قبل الميلاد أثناء الغزو الفارسي الثاني لليونان.

## الوضع الحالي
تعرضت سونيون كوروس لأضرار كبيرة وتعرضت لعوامل جوية شديدة، ربما بسبب عرضها في الهواء الطلق. فُقد معظم الساق اليسرى والساق اليمنى أسفل الركبة. كذلك فقد الذراع اليسرى أسفل الكتف وأجزاء من الذراع اليمنى. أخيرًا، كان الوجه متشققًا بشدة.